# 神戸市立住吉小学校
神戸市立住吉小学校（こうべしりつ すみよししょうがっこう）は、兵庫県神戸市東灘区住吉東町4丁目にある公立小学校。

## 歴史
- 1873年（明治6年）7月25日 - 明治5年の学制発布により住吉村にも小学校を設置する事となり、阿彌陀寺本堂を仮用した。当時の授業は旧来の寺子屋教育の踏襲に過ぎず、内容は読・書・算の三科で、教師は寺子屋師匠であった元神宮寺の住職宮居重次郎及び要順戒、藤村宗一郎、横田市左衛門の4氏で、月報は当時としては相当な優遇の7円50銭だった。生徒は120人で各町から順次伍長なる者を2人ずつ出して、生徒の通学ならびに学習を監督させたが後にこれを1名に減じた。学校経費は適宜協議して集金したが、明治7年月謝制度に改め、一等30銭、二等20銭、三等10銭とした。そのため生徒数が60人に半減してしまったため再び協議集金制に復した。
- 1874年（明治7年）11月 - 経費不足につき職員3名を減じ、宮居重次郎一人で教え、助手として子供3人を雇う。
- 1875年（明治8年）4月 - 呉田町が本校より分離して呉田小学校を設立し、同町内の児童を就学。後者は学区取締の同町吉田龜次郎所有の米蔵を仮用し、教員は藤井靜1人だった。後、茶屋区に住吉尋常小学校が新設されるに及び明治12年5月本校に合併した。
  - 夏 - 学区取締吉田龜次郎の尽力により仲の町も呉田町に倣い新化小学校を設立し、兵庫県伝習所卒業生中澤元章を教師として招聘。専念寺本堂を校舎に充てた。
- 1879年（明治12年）
  - 1月 - 茶屋区（現・神戸市立住吉幼稚園敷地）に新校舎を建築し、住吉尋常小学校と改称する。住吉・郡家・野寄の聨合だった。
  - 9月 - 学制を廃し教育令発布されるに及び、学務委員が設置される。
- 1883年（明治16年） - 新化小学校を長峡簡易小学校と改称。同18年に本校の分教場となり、住吉小学校長峡分教場と称し、同27年4月には木田喜兵衛宅に移り住吉小学校分教場と称し、同29年には更に増田興左衛門宅を購入して移転した。
- 1900年（明治33年）4月1日 - 教育上不便が少なくなかったため、長峡分教場を廃して本校に併合する。
- 1901年（明治34年）
  - 7月8日 - 裁縫専修科を設置。
  - 7月25日 - 明治30年頃より、老朽化と収容人数不足から新築議論が出、同33年10月、旧校舎を取り壊し新校舎を建築する事を決定し、ただちに着工し、新校舎が竣工した。講堂建坪37坪5合、教室建坪167坪。建築費1万2300円。工事請負者は竹川重次郎。
- 1903年（明治36年）4月1日 - これまで御影・住吉・魚崎・精道・本山・本庄・六甲・西灘・都賀浜九ヶ町村組合の菟原高等小学校に通わせていたところを、本校に修業年限2ヶ年の高等小学校を併置し、住吉尋常高等小学校と称す。
- 1904年（明治37年）4月 - 当局の奨励により、経費の節約と教授の効果増大のため一部に全日二部教授制を行う。
- 1905年（明治38年）4月1日 - 高等小学校の修業年限を3ヶ年に延長し、翌39年度より4ヶ年に延長した。
- 1907年（明治40年）
  - 3月20日 - 義務年限の4年から6年への延長により、尋常小学校の修業年限を6ヶ年、高等科を2ヶ年とした。
  - 12月 - 西千歳道を隔てる隣接地に二階建て校舎（6教室）1棟、平屋建て1棟（旧図書館）の増設工事起工。翌41年4月28日落成。工事請負人は山口吉次郎。校舎建築費は1万4千円、敷地買い入れ費は4千円。
- 1910年（明治43年）12月21日 - 校章制定。
- 1912年（明治45年）4月 - 義務教育の延長と土地の発展により就学児童が激増したので、二階建て240坪を増築。中島勘次郎が請負。
- 1913年（大正2年）1月26日 - 新校舎落成。工事費用2万8千円。こうして校地総坪数510坪となり、千歳道以東の旧校舎を第二部、以西を第一部とし、第二部には尋常科第三学年まで、第一部には第四学年以上及び高等科の児童を収容する事とした。
- 1920年（大正9年）1月7日 - 住吉村が住宅地として発展するに伴い、就学児童は更に増加し、大正7年2月村会の議決を以って、大字大藏・戀野に16万6千余円を以って校地約9千坪を購入して、大正8年12月に新築請負者を野村亥之助に決定し、起工式を挙行。平生釟三郎・星野行則・中納安太郎・下田清五郎・橋本重幸の5氏を小学校建築臨時委員に選挙し、建築に関する調査工事監督などにあたらせた。
  - 9月 - 現在地に旧1・2号校舎落成・移転。
- 1922年（大正11年）12月 - 旧3・4号校舎落成。
- 1924年（大正13年）12月20日 - 旧本館（コンクリート建）、建坪144坪竣工。
- 1928年（昭和3年）5月20日 - 旧講堂建築竣工、同年6月9日落成式。
- 1930年（昭和5年）12月 - 鉄筋コンクリート造二階建て一棟（建坪112坪5、延べ坪228坪13）を工費4万2千円を以って増築。
- 1931年（昭和6年）10月 - 旧5号校舎（コンクリート建）竣工。
- 1933年（昭和8年）10月 - 中央校舎竣工。
- 1938年（昭和13年）7月 - 阪神大水害により北部校舎が大被害（旧1号校舎崩壊）。破損校舎を撤去し、一階鉄筋二階木造及び木造二階建ての2校舎を新築する事を決定し、竹中工務店が工事を請け負った。昭和15年5月11日上棟式挙行。
- 1940年（昭和15年）
  - 9月1日 - 兵庫県師範学校代用附属小学校に指定される。
  - 10月21日 - 東端の木造旧6号校舎完成。
- 1941年（昭和16年）
  - 4月1日 - 住吉国民学校と改称。
  - 6月15日 - 改装中の第一号校舎竣工落成式挙行。
- 1943年（昭和18年）6月 - 鳥取県八頭郡八東村才田へ学童集団疎開開始。
- 1945年（昭和20年）
  - 4月 - 学校給食開始。
  - 8月 - 神戸大空襲により旧1・2号校舎被災。
  - 10月 - 集団疎開より戻る。
- 1947年（昭和22年）
  - 4月 - 学制改革に伴い住吉村立住吉小学校に改称。住吉小学校PTA発足。新制住吉中学校発足。
  - 5月 - 男女共学開始。
- 1950年（昭和25年）
  - 3月 - 現校歌制定。
  - 4月 - 住吉村が神戸市へ合併された事により神戸市立住吉小学校へと改称。
- 1951年（昭和26年）11月 - 二宮尊徳像再建・除幕式挙行。
- 1953年（昭和28年）
  - 9月 - 文部省・神大・兵教委主催 研究集会会場校となる。
  - 11月 - 創立80周年記念式典。
- 1956年（昭和31年）4月 - 友生小学校（のち友生養護学校→神戸市立友生支援学校住吉校舎）が旧1・2号校舎を使用。
- 1958年（昭和33年）8月 - プール完成。
- 1960年（昭和35年）4月 - 旧講堂改修完成。
- 1963年（昭和38年）6月 - 旧6号校舎撤去。
- 1964年（昭和39年）4月 - 境界確定により校地縮小、現在の広さに。
- 1965年（昭和40年）
  - 1月 - 第1期新校舎（現北校舎）竣工。
  - 3月 - 第2期新校舎（現北校舎）竣工。
  - 6月 - 旧3・4号校舎（木造）撤去。
  - 11月 - 創立90周年記念式典、新校舎落成式挙行。
- 1968年（昭和43年）11月 - 県社会科（郷土教育）研究発表会。
- 1970年（昭和45年）4月 - 渦が森小学校新設により校区が分離、お別れ式。新館（現北校舎）増築工事竣工（音楽室・音楽準備室・普通教室3・特殊教室）
- 1973年（昭和48年）11月 - 創立100周年記念式典挙行「なかよし像」建設（現在は体育館西に移設）
- 1976年（昭和51年）12月 - 全国同和教育研究大会。
- 1979年（昭和54年）
  - 1月 - 交通安全教育表彰。
  - 11月 - 学研教育賞受賞（子供の考えを正しく伸ばす社会科教育）。
- 1980年（昭和55年）
  - 3月 - 県小学校児童作曲コンクール学校賞（県知事賞）受賞。
  - 6月 - 「第27回近畿小学校社会科教育研究協議会兵庫大会」授業公開。
- 1982年（昭和57年）12月 - 築山（おむすび山）完成。
- 1983年（昭和58年）
  - 10月 - 110周年記念運動会。
  - 11月 - 110周年記念音楽会。
- 1984年（昭和59年）8月 - 低学年用総合遊具設置。
- 1991年（平成3年）10月 - 校舎改築第1期工事開始。
- 1992年（平成4年）
  - 9月 - ひまわり学級併置。
  - 10月 - 南校舎、給食室使用開始。校舎改築第2期工事開始。旧本館、旧講堂撤去。
- 1993年（平成5年）10月 - 生活科・理科授業研究会。
- 1994年（平成6年）
  - 4月 - 中校舎、体育館、飼育舎、温室使用開始。北校舎一部改修。プール改修。校内テレビ放送開始。
  - 10月 - 「第27回全国小学校理科研究会兵庫大会」授業公開
- 1995年（平成7年）
  - 1月 - 創立120周年・校舎改築記念式挙行。阪神・淡路大震災により休校、翌2月再開。
  - 8月 - 住吉小避難所解消。災害対策本部解散。
  - 11月 - 才能開発実践教育賞受賞（子供が創る授業-人間性豊かな子供の育成-）
- 1996年（平成8年）7月 - コンピュータ室設置。大震災のため倒壊した二宮尊徳像修復。
- 1997年（平成9年）10月 - 防災無線設置。
- 1999年（平成11年）7月 - ビオトープ完成。
- 2000年（平成12年）8月 - 「住吉塚古墳」（昭和57年度卒業記念タイムカプセル）発掘記念式。
- 2001年（平成13年）
  - 1月 - 五年生が第52回KOBEこども音楽祭に出場。
  - 4月 - 学校完全週5日制及び「総合的な学習の時間」開始。校内LAN用設備敷設。
  - 5月 - 住吉小学校スポーツ協会活動開始。
  - 10月 - 教育用コンピューターサーバー設置。「神戸っ子とびっきりタイム」研究発表会授業公開。
- 2003年（平成15年）
  - 7月 - 北校舎外壁改修工事。
  - 9月 - 創立130周年記念運動会。
  - 11月 - 創立130周年記念音楽会。
- 2004年（平成16年）11月 - 「第31回全国学級経営研究大会兵庫大会」「第11回兵庫県小学校学級経営研究大会神戸大会」授業公開
- 2005年（平成17年）10月 - 正門オートロック装置取り付け工事。
- 2006年（平成18年）
  - 1月 - 警報システム及びインターホン設置。
  - 7月 - 北校舎耐震補強工事、トイレ改修工事。
  - 8月 - 合唱部「第73回NHK全国学校音楽コンクール兵庫県大会」金賞受賞。
  - 9月 - 「第73回NHK全国学校音楽コンクール 近畿ブロックコンクール」銀賞受賞。
  - 12月 - 朝日新聞主催オーサー・ビジット。指揮者佐渡裕による訪問授業（4年生）。
- 2007年（平成19年）
  - 8月 - 合唱部「第74回NHK全国学校音楽コンクール兵庫県大会」金賞受賞。
  - 9月 -「第74回NHK全国学校音楽コンクール兵庫県大会 近畿ブロックコンクール」銅賞受賞。
  - 12月 - 合唱部「MBSこども音楽コンクール西日本大会」優秀賞受賞。
- 2008年（平成20年）
  - 8月 - 合唱部「第75回NHK全国学校音楽コンクール兵庫県大会」金賞受賞。
  - 9月 - 「第75回NHK全国学校音楽コンクール 近畿ブロックコンクール」金賞受賞。
  - 10月 - 「第75回NHK全国学校音楽コンクール 全国コンクール」優良賞受賞。
  - 12月 - 合唱部「MBSこども音楽コンクール西日本大会」最優秀賞受賞。
- 2009年（平成21年）
  - 1月 - 合唱部「こども音楽コンクール全国大会」文部科学大臣奨励賞（日本一）受賞。2月に同授賞式、記念演奏会。
  - 10月-「第76回NHK全国学校音楽コンクール 全国コンクール」銅賞受賞。

## 校区
- 神戸市東灘区[1]
  - 住吉浜町、住吉東町1 - 5丁目、住吉本町1 - 3丁目、住吉南町1丁目・2丁目（12番20-23号を除く）3 - 5丁目、住吉宮町1 - 7丁目

## 進学先中学校
- 神戸市立住吉中学校

## 校区内の主な施設
- 神戸市 東灘区役所

## アクセス
- JR神戸線住吉駅から南東へ440m・徒歩約5分
- 阪神本線住吉駅から北東500m・徒歩約6分
- 神戸市バス（39系統）住吉東町より120m

## 関係者

### 出身者
- 角田裕育（ジャーナリスト）
- 佐藤江梨子（女優）
- 松井一矢（トライアスロン選手･陸上競技選手）

## 通学区域が隣接している学校
- 神戸市立魚崎小学校
- 神戸市立本山第二小学校
- 神戸市立渦が森小学校
- 神戸市立御影北小学校
- 神戸市立御影小学校
- 神戸市立向洋小学校 （海を挟んで隣接。）
- 神戸市立六甲アイランド小学校 （海を挟んで隣接。）

## 参考資料
- 『住吉村誌』武庫郡住吉村、1946年。